# Hellzapoppin in Grecia
Hellzapoppin in Grecia (The Boys from Syracuse) è un film del 1940 diretto da A. Edward Sutherland.
Il film è l'adattamento cinematografico di The Boys from Syracuse, commedia musicale con musiche di Richard Rodgers, testi di Lorenz Hart, libretto e regia di George Abbott e coreografie di George Balanchine.

## Produzione
Il film fu prodotto dall'Universal Pictures.

## Distribuzione
Distribuito dall'Universal Pictures, uscì nelle sale cinematografiche USA il 9 agosto dopo essere stato presentato in prima a New York il 31 luglio 1940.